# Altendiez
Altendiez je obec v německé spolkové zemi Porýní-Falc, v zemském okrese Rýn-Lahn. V 2014 zde žilo 2 209 obyvatel.

## Poloha obce
Sousední obce jsou: Balduinstein, Birlenbach, Diez, Heistenbach, Langenscheid a Hirschberg.